# Calytrix warburtonensis
Calytrix warburtonensis är en myrtenväxtart som beskrevs av Lyndley Alan Craven. Calytrix warburtonensis ingår i släktet Calytrix och familjen myrtenväxter. Inga underarter finns listade i Catalogue of Life.